# Mathieu Lafon
Pour les articles homonymes, voir Lafon.
Mathieu Lafon est un footballeur français né le 1er mars 1984 à Montpellier. Il est milieu de terrain.

## Biographie
Il est formé au Montpellier HSC, et joue quatre matches en Ligue 1 avec l'équipe héraultaise.
Après avoir obtenu trois promotions et trois titres de champion avec Évian Thonon Gaillard, il signe avec l'AS Cannes le 23 mai 2011. Mais il rejoint l'équipe de l'US Créteil dès le mois de septembre 2011, à la suite de la relégation administrative de Cannes en CFA.

## Palmarès
- Évian TGFC
  - Champion de CFA en 2008
  - Champion de National en 2010
  - Champion de Ligue 2 en 2011
- Union sportive Créteil-Lusitanos
  - Champion de National en 2013